# Lilian de Geus
Lilian de Geus (Blaricum, 13 oktober 1991) is een Nederlands voormalig windsurfster. In 2018, 2020 en 2021 werd ze wereldkampioen in de RS:X klasse.

## Levensloop
Zowel Lilian als haar tweelingzus Esther heeft van haar achtste tot achttiende fanatiek gevoetbald en was jeugdinternational. Tijdens een vakantie in Italië kwam ze in aanraking met het windsurfen. In 2006 meldden beide zussen zich aan bij surfclub Almere Centraal. Hun prestaties vielen op en in 2009 worden ze door de scouts van het Watersportverbond voor de Olympische RS:X klasse geselecteerd, samen met Marcelien de Koning. In 2013 werd De Geus opgenomen in de kernploeg, met als doel om zich te kwalificeren voor de Olympische Spelen in Rio de Janeiro. Daar slaagde ze in. Zowel in 2014 als 2015 wint ze bovendien een Wereldbekerwedstrijd. In 2014 haalde De Geus een tiende plaats op het Wereldkampioenschap in Santander.
Op de Olympische Spelen in Rio de Janeiro (2016) was De Geus dicht bij een medaille. Ze werd 4e en miste het brons op slechts één punt. Haar grootste succes behaalde De Geus in augustus 2018 in het Deense Aarhus toen ze goud won op het Wereldkampioenschap. Twee jaar later herhaalde ze haar prestatie door wereldkampioen te worden in het Australische Sorrento. Na het mislopen van de OS 2024 besloot ze te stoppen.

## Persoonlijk
De Geus rondde in 2017 succesvol de studie fysiotherapie af.

## Resultaten
RS:X :
- 2011 - Wereldkampioenschap - 40e
- 2014 - Wereldbeker - Palma de Mallorca -
- 2014 - Wereldkampioenschap - 10e
- 2015 - Wereldbeker, Hyères -
- 2015 - Wereldbeker, Miami -
- 2016 - Olympische Spelen - 4e
- 2016 - Wereldkampioenschap -
- 2017 - Wereldkampioenschap - 6e
- 2017 - Wereldbeker, Marseille -
- 2018 - Wereldkampioenschap -
- 2019 - Europees kampioenschap -
- 2019 - Wereldkampioenschap -
- 2020 - Wereldkampioenschap -
- 2021 - Europees kampioenschap -
- 2021 - Wereldkampioenschap -
- 2021 - Olympische Spelen - 5e